# Лустенау
Лустенау (нім. Lustenau) — ярмаркове містечко та громада  округу Дорнбірн в землі Форарльберг, Австрія. Лустенау лежить на висоті 404 м над рівнем моря і займає площу  22,55 км². Громада налічує 21291 мешканців. Густота населення 944/км².  
Містечко лежить в долині Рейну, неподалік від кордону зі Швейцарією. Місцеве  населення, як і мешканці всього Форальбергу, розмовляє алеманським діалектом німецької мови, а тому ближче до швейцарців, ніж до населення більшої частини Австрії, яке розмовляє баварсько-австрійським діалектом.  
У місті є залізнична станція.
Адреса управління громади: Rathausstraße 1, 6890 Lustenau. 

## Демографія
Історична динаміка населення міста за даними сайту Statistik Austria

## Відомі особи
- Марк Жирарделлі — люксембурзький гірськолижник